# Törökország repülőtereinek listája
Törökország repülőtereinek listája, városok szerinti sorrendben.

## Lista
| Elhelyezkedés       | ICAO | IATA | Repülőtér neve                                        |
| ------------------- | ---- | ---- | ----------------------------------------------------- |
| Civil repülőterek   |      |      |                                                       |
| Adana               | LTAF | ADA  | Şakirpaşa repülőtér                                   |
| Adıyaman            | LTCP | ADF  | Adıyamani repülőtér                                   |
| Afyon               | LTAH | AFY  | Afyoni repülőtér                                      |
| Ağrı                | LTCO | AJI  | Ağrı repülőtér                                        |
| Amasya              | LTAP | MZH  | Amasya Merzifon repülőtér                             |
| Ankara              | LTAC | ESB  | Esenboğa nemzetközi repülőtér                         |
| Antalya             | LTGP | GZP  | Antalya Gazipaşa repülőtér                            |
| Antalya             | LTAI | AYT  | Antalyai repülőtér                                    |
| Balıkesir           | LTBF | BZI  | Balıkesiri repülőtér                                  |
| Balıkesir           | LTFD | EDO  | Edremit Körfez repülőtér (Balıkesir Körfez repülőtér) |
| Bandırma            | LTBG | BDM  | Bandırmai repülőtér                                   |
| Batman              | LTCJ | BAL  | Batmani repülőtér                                     |
| Bursa               | LTBR | YEI  | Yenişehir repülőtér                                   |
| Çanakkale           | LTBH | CKZ  | Çanakkalei repülőtér                                  |
| Denizli             | LTAY | DNZ  | Denizli Çardak repülőtér                              |
| Diyarbakır          | LTCC | DIY  | Diyarbakıri repülőtér                                 |
| Elazığ              | LTCA | EZS  | Elazığ repülőtér                                      |
| Erzincan            | LTCD | ERC  | Erzincani repülőtér                                   |
| Erzurum             | LTCE | ERZ  | Erzurumi repülőtér                                    |
| Eskişehir           | LTBY | AOE  | Anadolu repülőtér                                     |
| Eskişehir           | LTBI | ESK  | Eskişehiri repülőtér                                  |
| Gaziantep           | LTAJ | GZT  | Oğuzeli repülőtér                                     |
| Hatay               | LTAK | HTY  | Hatay repülőtér                                       |
| Isparta             | LTFC | ISE  | Isparta Süleyman Demirel repülőtér                    |
| Isztambul           | LTBA | IST  | Atatürk nemzetközi repülőtér                          |
| Isztambul           | LTFJ | SAW  | Sabiha Gökçen nemzetközi repülőtér                    |
| İzmir               | LTBJ | ADB  | Adnan Menderes repülőtér                              |
| Kahramanmaraş       | LTCN | KCM  | Kahramanmaraşi repülőtér                              |
| Kars                | LTCF | KSY  | Karsi repülőtér                                       |
| Kastamonu           | LTAL | KFS  | Kastamonui repülőtér                                  |
| Kayseri             | LTAU | ASR  | Erkilet nemzetközi repülőtér                          |
| Konya               | LTAN | KYA  | Konyai repülőtér                                      |
| Malatya             | LTAT | MLX  | Malatya Erhaç repülőtér                               |
| Mardin              | LTCR | MQM  | Mardini repülőtér                                     |
| Muğla               | LTFE | BJV  | Milas–Bodrum repülőtér                                |
| Muğla               | LTBS | DLM  | Dalamani repülőtér                                    |
| Muş                 | LTCK | MSR  | Muşi repülőtér                                        |
| Nevşehir            | LTAZ | NAV  | Nevşehir Kapadokya repülőtér                          |
| Samsun              | LTFH | SZF  | Samsun-Çarşamba repülőtér                             |
| Şanlıurfa           | LTCH | SFQ  | Şanlıurfai repülőtér                                  |
| Siirt               | LTCL | SXZ  | Siirti repülőtér                                      |
| Sinop               | LTCM | SIC  | Sinopi repülőtér                                      |
| Sivas               | LTAR | VAS  | Sivasi repülőtér                                      |
| Tekirdağ            | LTBU | TEQ  | Tekirdağ Çorlu repülőtér                              |
| Tokat               | LTAW | TJK  | Tokati repülőtér                                      |
| Trabzon             | LTCG | TZX  | Trabzoni repülőtér                                    |
| Uşak                | LTBO | USQ  | Uşaki repülőtér                                       |
| Van                 | LTCI | VAN  | Van Ferit Melen repülőtér                             |
| Zonguldak           | LTAS | ONQ  | Zonguldaki repülőtér                                  |
| Katonai repülőterek |      |      |                                                       |
| Ankara              | LTAE |      | Akıncı légitámaszpont                                 |
| Ankara              | LTAD |      | Etimesgut légitámaszpont                              |
| Balıkesir           | LTBF |      | Balıkesiri légitámaszpont                             |
| Bandırma            | LTBG |      | Bandırmai légitámaszpont                              |
| Diyarbakır          | LTCC |      | Diyarbakıri légitámaszpont                            |
| Kayseri             | LTAU |      | Erkilet légitámaszpont                                |
| Eskişehir           | LTBI |      | Eskişehiri légitámaszpont                             |
| İzmir               | LTBL |      | Çiğli légitámaszpont                                  |
| İzmir               | LTBK |      | Gaziemiri légitámaszpont                              |
| İncirlik / Adana    | LTAG |      | İncirlik légitámaszpont                               |
| Konya               | LTAN |      | Konyai légitámaszpont                                 |
| Malatya             | LTAT |      | Erhaç légitámaszpont                                  |
| Merzifon            | LTAP |      | Merzifoni légitámaszpont                              |

## Lásd még
- Törökország közlekedése